# Apamea insana
Apamea insana là một loài bướm đêm trong họ Noctuidae.